# Jules-Géraud Saliège
Jules-Géraud Saliège (24 de fevereiro de 1870 - 5 de novembro de 1956) foi um cardeal francês da Igreja Católica Romana. Ele serviu como arcebispo de Toulouse desde 1928 até sua morte, e foi uma figura significativa na resistência católica ao nazismo na França. Ele foi elevado ao cardinalato em 1946 pelo papa Pio XII. Por seus esforços para proteger os judeus durante o Holocausto nazista, ele foi reconhecido como "Justo entre as Nações" pelo Yad Vashem.

## Biografia
Nascido em Saint-Flour , Jules-Géraud Saliège estudou no Seminário de Saint-Sulpice em Paris antes de ser ordenado ao sacerdócio em 21 de setembro de 1895. Ele então ensinou no seminário menor em Pleaux até 1903 e no seminário em Saint-Flour . Farinha de 1903 a 1907, quando foi nomeado reitor . Tornou-se um cânone honorário da catedral de Saint-Flour em 14 de setembro de 1905, antes de se tornar um vigário geral honorário em 31 de março de 1918. Durante a Primeira Guerra Mundial, ele serviu como um militarcapelão .
Em 29 de outubro de 1925, Saliège foi nomeado bispo de Gap pelo papa Pio XI. Ele recebeu sua consagração episcopal em 26 de janeiro de 1926, do bispo Paul-Augustine Lecoeur, com os bispos Benjamin Roland-Gosselin e Hippolyte de La Celle servindo como co-consagradores, na Catedral de Saint-Flour . Saliège foi posteriormente nomeado Arcebispo de Toulouse em 17 de dezembro de 1928.

### Período nazista
Durante a ocupação nazista da França, ele foi franco em atacar o tratamento alemão de judeus e recrutamento de franceses. Por suas críticas às políticas anti-semitas dos nazistas e de Vichy, ele foi elogiado pelo jornal do Vaticano.
Com a imprensa livre silenciada na França de Vichy , Charles Lederman , um comunista judeu se aproximou de Saliège, para alertar a opinião pública sobre o que estava sendo feito aos judeus. Ele disse Saliège das prisões, sequestros e deportações. Saliège leu sua famosa carta pastoral no domingo seguinte. Outros bispos - Monsenhor Théas , Bispo de Montauban , Monsenhor Delay , Bispo de Marselha , Cardeal Gerlier , Arcebispo de Lyon , Monsenhor Vansteenberghe de Bayonne e Monsenhor Moussaron , Arcebispo de Albi- denunciou também as rusgas do púlpito e das distribuições paroquiais, desafiando o regime de Vichy. O protesto dos bispos é visto por vários historiadores como um ponto de virada na resposta anteriormente passiva da Igreja Católica na França.
Saliège escreveu aos seus paroquianos: "Os judeus são homens e mulheres reais. Nem tudo é permitido contra esses homens e mulheres, contra esses pais e mães. Eles são parte da espécie humana. Eles são nossos irmãos como tantos outros. Um cristão não deve esquecer isso ". As palavras encorajaram outros clérigos como o monge capuchinho Père Marie-Benoît .

### Pós-guerra
O Papa Pio XII criou-o Cardeal Sacerdote de S. Pudenziana no consistório de 18 de fevereiro de 1946. Em 1950, o Cardeal excomungou um padre dentro de sua arquidiocese por rejeitar o dogma da Assunção de Maria . Ele também incentivou a cristianização da sociedade.
Saliège morreu em Toulouse, aos 86 anos. Ele está enterrado na Catedral de Saint-Étienne, em Toulouse .
Ele recebeu postumamente o título de Justo entre as Nações pelo Yad Vashem .